# Departamento Federal
Federal es un departamento de la provincia de Entre Ríos en la República Argentina. Es el séptimo más extenso de la provincia, con una superficie de 5060 km², y el cuarto menos poblado, con 25 863 habitantes, según el censo de 2010.
Limita al oeste con el departamento La Paz, al norte con el departamento Feliciano, al sur con los departamentos Villaguay y San Salvador y al este con los departamentos Federación y Concordia. 
De acuerdo a la metodología utilizada por el INDEC para los censos de 2001 y 2010 el departamento Federal comprendió 5 localidades: Conscripto Bernardi, El Cimarrón o Aldea San Isidro, Federal, Sauce de Luna (incluyendo Pueblo Luis Ferreyra), Nueva Vizcaya. El Cimarrón no fue considerada localidad en el censo de 1991.

## Historia
Por decreto n.º 394/1971 MGJ del 19 de febrero de 1971 el gobernador militar de Entre Ríos, brigadier Ricardo Favre, dispuso que la localidad de Conscripto Bernardi fuese transferida del distrito Sauce de Luna del departamento Villaguay al distrito Banderas del departamento La Paz, unificando el pueblo con la estación ferroviaria.
El 27 de junio de 1972 Favre dispuso por decreto 2291/1972 MGJ la futura creación del departamento Federal. El 15 de septiembre de 1972 sancionó y promulgó la ley de facto n.º 5169 que creó el departamento con una superficie de 4943 km².

Artículo 1: Créase el DEPARTAMENTO FEDERAL, con una superficie de CUATRO MIL NOVECIENTOS CUARENTA Y TRES KILOMETROS CUADRADOS (4.943 km2) y cuyos límites serán los siguientes: (...)

Tras la restauración democrática la Legislatura provincial sancionó el 21 de noviembre de 1973 la ley n.º 5428 -promulgada el 5 de diciembre de 1973- que ratificó solo el artículo 1° del decreto-ley n.º 5169, disponiendo que la superficie departamental fuera de 5060 km² y la ciudad de Federal su cabecera.

Artículo 3: El nuevo departamento se dividirá en seis distritos a saber: FRANCISCO RAMÍREZ, DIEGO LÓPEZ, CHAÑAR, BANDERAS, LAS ACHIRAS Y SAUCE DE LUNA; cuyos límites serán los que correspondían a los ex Distritos: Federal, Diego López y Chañar del Departamento Concordia; Banderas y parte este de Yeso, Departamento La Paz; y Sauce de Luna del Departamento Villaguay, respectivamente.
 Artículo 4: Desígnase a la ciudad de Federal, cabecera del Departamento que se crea por la presente.
 Artículo 6: Los Departamentos de Concordia, La Paz y Villaguay, en virtud de esta ley tendrán una superficie de Tres Mil Seiscientos Ochenta y Tres Kilómetros Cuadrados (3.683,00 Km2.) Seis Mil Quinientos Kilómetros Cuadrados (6.500,00 km.2) y Siete Mil Diez Kilómetros Cuadrados (7.010,00 km.2) respectivamente y los límites resultantes del trazado del nuevo Departamento. (...)

## Flora y fauna
Pertenece a la provincia fitogeográfica de la Selva de Montiel, con ambientes de montes espesos de ñandubay, espinillo y palmeras yatay y caranday y bosques artificiales de eucalipto, predominando el relieve quebrado-ondulado. Sobre las márgenes del río Gualeguay habitan especies autóctonas, algunas en peligro de extinción: guazunchos, carpinchos, zorros y ciervos.

## Gobiernos locales

### Municipios
| Municipio           | Población |
| ------------------- | --------- |
| Federal             | 16 333    |
| Conscripto Bernardi | 1464      |
| Sauce de Luna       | 2901      |

### Comunas
| Comuna        | Población |
| ------------- | --------- |
| El Cimarrón   | 604       |
| Nueva Vizcaya | 681       |

### Centros rurales de población
Los centros rurales de población gobernados por juntas de gobierno son:
Segunda categoría
- Paso Duarte: creado el 20 de septiembre de 2000.[13] Población rural dispersa.

Tercera categoría
- Banderas: creado el 21 de marzo de 2002.[14] Población rural dispersa.
- Santa Lucía: creado el 4 de octubre de 1984.[15] Población rural dispersa.

Cuarta categoría
- Arroyo del Medio: creado el 27 de octubre de 2000.[16] Población rural dispersa.
- Arroyo Las Tunas: creado el 28 de diciembre de 2006.[17] Población rural dispersa.
- Distrito Diego López: población rural dispersa.
- El Gato-Loma Limpia: población rural dispersa.
- El Gramiyal: creado el 4 de agosto de 1998.[18] Población rural dispersa.

Los integrantes de las juntas de gobierno fueron designados por decreto del gobernador hasta que fueron elegidos por primera vez el 23 de noviembre de 2003, sin embargo, dado que los circuitos electorales en algunos casos no coinciden con las jurisdicciones de las juntas de gobierno algunas de ellas siguen siendo designadas por decreto mientras que otras se agrupan para elegir una sola junta. En este último caso el gobierno se reserva el derecho de realizar posteriormente la designación de la o las juntas subsumidas. En las elecciones del 23 de noviembre de 2003, 18 de marzo de 2007, 23 de octubre de 2011 y 25 de octubre de 2015 Arroyo del Medio y El Gramiyal eligieron una única junta de gobierno. Arroyo Las Tunas fue creada el 28 de diciembre de 2006 y no le fue asignado un circuito electoral por lo que sus integrantes fueron designados por decreto comenzando por el n.º 752/2007 MGJEOYSP del 7 de marzo de 2007.
Los circuitos electorales utilizados para las elecciones de las juntas de gobierno son (CIRCUITO ELECTORAL: junta de gobierno):
- 255-CARPINCHORÍ: Santa Lucía
- 256-EL GATO: El Gato Loma Limpia
- 257-BANDERAS: Banderas
- 261-COLONIA SAN LORENZO: Distrito Diego López
- 262-CHAÑAR: Paso Duarte
- 264-ENCIERRA: Arroyo del Medio y El Gramiyal

Los circuitos electorales 260-COLONIA LA MARTA, 265-LAS ACHIRAS corresponden a áreas no organizadas en las que no se eligen gobiernos locales.

## Distritos
El departamento Federal se divide en 6 distritos.
| Código - Distrito        | Área (en km²) |
| ------------------------ | ------------- |
| 1501 - Achiras           | 643,24        |
| 1502 - Banderas          | 409,29        |
| 1503 - Chañar            | 721,88        |
| 1504 - Diego López       | 768,69        |
| 1505 - Sauce de Luna     | 613,46        |
| 1506 - Francisco Ramírez | 2033,10       |

- Achiras: comprende parte del ejido municipal de Sauce de Luna, una pequeña parte del área jurisdiccional del centro rural de población de Banderas, y el área no organizada del circuito electoral Las Achiras.
- Banderas: comprende la mayor parte del ejido municipal de Conscripto Bernardi, parte del área jurisdiccional de la comuna de El Cimarrón y la mayor parte del área jurisdiccional del centro rural de población de Banderas.
- Chañar: comprende el área jurisdiccional del centro rural de población de Chañar.
- Diego López: comprende parte del área jurisdiccional de la comuna de El Cimarrón, el área jurisdiccional del centro rural de población de Diego López, y el área no organizada del circuito electoral Colonia La Marta.
- Francisco Ramírez: comprende el ejido municipal de Federal, el área jurisdiccional de la comuna de Nueva Vizcaya, y las áreas jurisdiccionales de los centros rurales de población de El Gato Loma Limpia, Santa Lucía, y Arroyo Las Tunas.
- Sauce de Luna: comprende parte del ejido municipal de Sauce de Luna y parte del de Conscripto Bernardi, y las áreas jurisdiccionales de los centros rurales de población de Arroyo del Medio y de El Gramiyal.

## Demografía
Cuenta con 29 667 habitantes (Indec, 2022), lo que representa un incremento del 14,7% frente a los 25 863 habitantes (Indec, 2010) del censo anterior.
La población se encuentra repartida en 14 962 mujeres y 14 705 hombres, con un índice de masculinidad de 98,2 hombres por cada 100 mujeres. 
La edad mediana de la población es de 30 años (31 años entre las mujeres y 30 años entre los hombres).
El 10,4% de la población tiene más de 65 años (frente al 8,9% en 2010), y el 2,3% de la población tiene más de 80 años (frente al 2,0% en 2010)
De las personas residentes en el departamento, unas 2 283 nacieron fuera de la provincia, y unas  117 lo hicieron fuera del país, siendo los grupos de inmigrantes más numerosos los provenientes de:
- Paraguay: 12 personas
- Uruguay: 12 personas
- Bolivia: 12 personas
- Colombia: 6 personas
- China: 6 personas

## Áreas naturales protegidas
Como parte del Sistema Provincial de Áreas Protegidas se hallan en el departamento el 2 áreas naturales autóctonas preservadas con categoría de reservas de usos múltiples:
- Reserva privada Estancia El Rincón: propiedad privada de 2098 ha. Fue creada el 28 de junio de 2005 y es administrada por la Fundación Azara.[31]
- Reserva provincial de uso múltiple Selva de Montiel: de 70 000 ha, que fue creada el 10 de mayo de 2006 en El Gato y Loma Limpia.[32][33]

El decreto 4671/69 MEOySP de 1969 estableció restricciones pesqueras para el río Gualeguay y el arroyo Feliciano, en los que se permite la pesca mediante el uso de líneas de mano, cañas y espineles con no más de 20 anzuelos.